# Isidoro Acevedo
Isidoro Acevedo (Luanco, 2 de gener de 1867, - Moscou, 1952) era el nom que usava Isidoro Rodríguez González, històric comunista asturià que va participar en la fundació del Partit Comunista d'Espanya.
Va començar a treballar com aprenent de tipògraf als 13 anys en Madrid, on s'havia traslladat amb la seva família tres anys abans. El 1882 participà en la seva primera vaga i conegué Pablo Iglesias, de qui en fou deixeble i amic. En 1898 es va traslladar a treballar a Santander, on va aconseguir el càrrec de president de la Federació Socialista. A causa que tenia un gran protagonisme dins del partit va ser cridat pels socialistes de Bilbao per dirigir el diari La Lucha de Clases. Va ser empresonat diverses vegades a causa d'algun dels seus articles. Especialment pintoresca fou la seva polèmica amb el pare José Gafo, futur dirigent del Sindicat Lliure.
En 1914 va tornar a Astúries, on va dirigir La Aurora Social. Va ser detingut per la seva participació en la vaga general de 1917. En 1921, com a delegat de la Federació Socialista Asturiana va participar en el congrés socialista de Madrid. Allí, al costat d'altres partidaris de la III Internacional, va fundar el Partit Comunista Espanyol.
Després de fundar la publicació La Aurora Roja i viatjar Rússia com a representant del PCE als congressos de la III Internacional va pronunciar diverses conferències per tota la geografia Espanyola. Fruit d'aquestes experiències és el llibre «Impresiones de un viaje a Rusia», publicat a Oviedo en 1923. També va publicar una novel·la d'ambient miner en 1930, «Los topos», publicada a Madrid, en la qual criticava Manuel Llaneza Zapico, cap minaire socialista.
Amb l'arribada al poder de la dictadura de Primo de Rivera és empresonat durant uns mesos i torna a Madrid. Durant la Segona República Espanyola va tenir un paper merament decoratiu en el PCE, tot i que participà en algunes escissions internes de caràcter bukharinista al costat de Julián Gorkin. El 1935 fou arrestat per adreçar una carta a l'ambaixador alemany exigint la llibertat d'Ernst Thälmann. El 1936 es va reintegrar en el PCE i donà suport al Front Popular.
En començar la Guerra Civil fou enviat pel partit a la Unió Soviètica, d'on ja no en tornaria. Allí, va ocupar el càrrec de president del Socors Roig Internacional fins que va morir en 1952.